# Bancroft (Kentucky)
Bancroft és una població dels Estats Units a l'estat de Kentucky. Segons el cens del 2000 tenia 536 habitants.

## Demografia
Segons el cens del 2000, Bancroft tenia 536 habitants, 199 habitatges, i 172 famílies. La densitat de població era de 1.217,4 habitants/km².
Dels 199 habitatges en un 32,7% hi vivien nens de menys de 18 anys, en un 77,4% hi vivien parelles casades, en un 6% dones solteres, i en un 13,1% no eren unitats familiars. En el 12,1% dels habitatges hi vivien persones soles el 5% de les quals corresponia a persones de 65 anys o més que vivien soles. El nombre mitjà de persones vivint en cada habitatge era de 2,69 i el nombre mitjà de persones que vivien en cada família era de 2,9.
Per edats la població es repartia de la següent manera: un 23,9% tenia menys de 18 anys, un 5,2% entre 18 i 24, un 19,8% entre 25 i 44, un 36,8% de 45 a 60 i un 14,4% 65 anys o més.
La mitjana d'edat era de 46 anys. Per cada 100 dones de 18 o més anys hi havia 92,5 homes.
La renda mediana per habitatge era de 79.244 $ i la renda mediana per família de 85.230 $. Els homes tenien una renda mediana de 60.893 $ mentre que les dones 37.500 $. La renda per capita de la població era de 37.746 $. Cap de les famílies i el 0,4% de la població estaven per davall del llindar de pobresa.

## Poblacions més properes
El següent diagrama mostra les poblacions més properes.